# Antonio Sabàto
Antonio Sabàto Sr. (Montelepre, Sicilia; 2 de abril de 1943-Los Ángeles, California; 6 de enero de 2021) fue un actor italoestadounidense de cine y televisión, reconocido por su trabajo en las películas del género de explotación en la década de 1970. Era el padre del también actor Antonio Sabàto, Jr.
El 6 de enero de 2021 falleció en una clínica de Los Ángeles por complicaciones con el COVID-19 a los 77 años de edad.

## Filmografía

### Cine y televisión
- Lo scandalo (1966) - Mauro
- Grand Prix (1966) - Nino Barlini
- Hate for Hate (1967) - Miguel
- Shoot Twice (1968) - Luke Barrett
- Beyond the Law (1968) - Ben Novack
- One Dollar Too Many (1968) - Moses Lang
- Barbarella (1968) - Jean-Paul
- The Lady of Monza (1969) - Giampaolo Osio
- Diary of a Telephone Operator (1969) - Carmelo
- Lovemaker (1969) - Giorgio Marelli
- Mafia Connection (1970) - Rosario Inzulìa
- The Man with Icy Eyes (1971) - Eddie Mills
- Quando gli uomini armarono la clava e... con le donne fecero din don (1971) - Ari
- L'occhio del ragno (1971) - Paul Valéry / Frank Vogel
- Seven Blood-Stained Orchids (1972) - Mario
- I senza Dio (1972) - Roy, detto 'El Santo'
- Crime Boss (1972) - Antonio Mancuso
- Tutti fratelli nel West... per parte di padre (1972) - Jonathan 'Jeepo' Poe
- Gang War in Milan (1973) - Salvatore Cangemi
- Questa volta ti faccio ricco! (1974) - Joe Esposito
- The Last Desperate Hours (1974) - Paolo Mancuso
- El clan de los Nazarenos (1975) - Jorge
- Calling All Police Cars (1975) - Fernando Solmi
- Crimebusters (1976) - Paolo Tosi
- Terror in Rome (1976) - Inspector De Gregori
- Four Billion in Four Minutes (1976) - Raffaele
- Return of the 38 Gang (1977) - Marshall Tinto Baragli
- Canne mozze (1977) - Giovanni Molet
- War of the Robots (1978) - John Boyd
- The New Godfathers (1979) - Don Michele Vizzini
- Napoli... la camorra sfida, la città risponde (1979) - Vito
- La tua vita per mio figlio (1980) - Antonio Esposito
- Escape from the Bronx (1983) - Dablone / Toblerone
- Thunder Warrior (1983) - Thomas
- Zampognaro innamorato (1983) - Marito di Angela
- Tuareg: The Desert Warrior (1984) - Capitán
- Thunder Squad (1985) - Martin Cuomo
- Bye Bye Vietnam (1988) - Razor
- High Voltage (1997) - Carlo
- The Bold and the Beautiful (2006) – Aldo Damiano